# Forschungsfrage
Als Forschungsfrage wird das ausformulierte Ziel eines Forschungsvorhabens bezeichnet. Ihre Formulierung ist Teil wissenschaftlichen Arbeitens. Der Begriff ist vor allem in der Methodologie der Human- und Geisteswissenschaften verbreitet. Die Forschungsfrage stellt das Forschungsziel ins Verhältnis zum gegenwärtigen Stand der Wissenschaft, zur gewählten Methodik und zum aktuellen Paradigma. Je nachdem, was als bekannt, ermittelbar oder (im gegebenen Rahmen) unerforschlich gilt, kann die Forschungsfrage von einem Vorhaben ganz oder nur teilweise beantwortet werden. Unter Umständen muss sie sogar als unbeantwortbar zurückgewiesen werden, stellt sich als Scheinproblem heraus oder kann durch das Vorhaben lediglich präzisiert werden.
Oftmals überprüfen Forschungsfragen eine bestimmte Hypothese innerhalb eines Paradigmas. In manchen wissenschaftlichen Fächern wird zwischen dem allgemeineren Begriff einer Untersuchungsfrage und dem spezielleren Begriff einer Forschungsfrage unterschieden.

## Abhängigkeit von der wissenschaftlichen Disziplin
Die Bedeutung der Forschungsfrage als Teil des wissenschaftlichen Arbeitens variiert je nach Fachgebiet oder wissenschaftlicher Disziplin. In manchen Gebieten der Wissenschaft reichen Untersuchungsfragen aus, in anderen nicht. In weiteren Gebieten spricht man eher von Fragestellung und in wieder anderen Gebieten ist eine Unterscheidung in verschiedene Arten oder Aspekte eventuell gar nicht Gegenstand der Reflexion über das fachliche Tun.
Manche Disziplinen sind besser für die Projektform geeignet als andere. Forschungsprobleme lassen sich in denjenigen Bereichen leichter ausmachen, in denen es Theorien, Methoden und Begriffe in konsolidierter Form gibt. Dennoch kann die Komplexität einer Disziplin es erschweren, eine Forschungsfrage trennscharf und zielgenau zu projektieren.
Im Rahmen der jeweiligen Disziplin und ihrer Möglichkeiten kann es für eine Forschungsfrage auch relevant sein zu klären, zu welchem Wissenschaftsverständnis man tendiert und wie sich die grobe Richtung der Motivation hinter der Forschungsfrage beschreiben lässt. In Bezug auf das Wissenschaftsverständnis kann man danach unterscheiden, ob es sich eher um den Versuch handeln soll, eine vermeintlich neutrale, objektive Position zu beziehen oder ob mit der Forschungsfrage wertend gearbeitet werden soll, so dass eine subjektive Position wissenschaftlich fundiert wird. Bei Motivationen hinter einer Forschungsfrage gibt es in den Geistes- und Sozialwissenschaften ein Spektrum zwischen einer Ist-Analyse (Beschreibung von Phänomenen) und einer normativen Soll-Analyse (der Kritik mit der Forderung nach Veränderung). Bei der Erarbeitung einer Forschungsfrage ist es empfehlenswert zu versuchen, diese beiden Aspekte strikt voneinander zu trennen.

## Forschungsfrage zwischen Theorie und Empirie
Eine gute Forschungsfrage bezieht sich einerseits auf „die Welt“ und andererseits auf „das Fach“. Sie bestimmt, mit welchem Material aus der „Welt“ gearbeitet werden soll und welches analytische Werkzeug eines „Fachs“ gewählt wird. Konstitutiv für eine Forschungsfrage sind theoretische Konzeptionen, die den Blick auf die Realität strukturieren. Nur mit konzeptuellen Vorstrukturen können Daten für eine bestimmte Fragestellung als relevant oder nicht relevant erachtet werden. Werden die Ergebnisse zu sehr auf die Reproduzierung der theoriebasierten Vorannahmen hin gelenkt, ist die Balance zwischen Theorie und Empirie jedoch nicht mehr ausgewogen, es muss die Möglichkeit bestehen, dass die Empirie eine Hypothese widerlegt. Eine Forschungsfrage kann also nicht unabhängig von den Konzepten des Gebiets bzw. der Gebiete entwickelt werden, in deren Rahmen die Lösung eines Problems erarbeitet werden soll.

## Einzelne Fachgebiete

### Kulturwissenschaften
Das Entwickeln einer Forschungsfrage in den Kulturwissenschaften, die sich als Fach historisch und geografisch sehr vielfältig ausgeprägt haben, nimmt oftmals durch Beobachtungen in einem lokalen Kontext seinen Anfang. Es werden spezielle Phänomene zur Analyse ausgewählt und in Bezug auf diese wird situiertes Wissen erzeugt, dessen Perspektiviertheit laufend mit reflektiert wird. Letztere Reflexion kann durch die Standpunkt-Theorie eine Ausrichtung erfahren, gehandhabt werden. Der persönliche Bezug zu einem Untersuchungsobjekt wird als ein wichtiger Faktor bei der Erarbeitung einer Forschungsfrage angesehen. Dementsprechend wird in den Kulturwissenschaften allgemein die Selbstreflexion der forschenden Person als eine wesentliche Ressource im Forschungsprozess erachtet, die auch im Prozess des Findens einer passenden Fragestellung eine wichtige Rolle spielt.

### Kommunikationswissenschaft
Zu einer Forschungsfrage gehört auch im Bereich der Kommunikationswissenschaft immer eine Begründung, warum die Frage relevant ist. In der Kommunikationswissenschaft wird dabei zwischen größeren und kleineren Forschungsfragen unterschieden. Bei den kleineren Fragen handelt es sich um Fragen, die entstehen, wenn eigene Beobachtungen nicht mit denjenigen Ergebnissen übereinstimmen, die in der bisherigen Forschungsliteratur berichtet werden. Manchmal werfen auch Widersprüche zwischen Positionen in der vorhandenen Forschungsliteratur relevante Fragen auf, mit denen in einem kleineren Rahmen gearbeitet werden kann. Hinter den größeren Fragen stehen meist die als zentral klassifizierten Probleme der Kommunikationswissenschaft, nämlich wie Medienangebote auf individuelle Wahrnehmungen, Einstellungen und Verhaltensmuster wirken und wie sozialer Wandel und Medienentwicklung zusammenhängen. Was mit sogenannten kleineren Forschungsfragen bearbeitet werden kann, ist oft Bestandteil eines Forschungsprojektes, in dem an größeren Fragen gearbeitet wird.
Ein Modell für das Entwickeln einer größeren Forschungsfrage in der Kommunikationswissenschaft könnte sein, in drei Schritten zu verfahren. In einem ersten Schritt werden mit Alltagsbeobachtungen und vagen Vermutungen sogenannte Materialobjekte definiert. Materialobjekte sind Beispiele, anhand derer sich ein Forschungsobjekt untersuchen lässt. Von diesen hat man in der Regel einige parat, wenn es um die Wahl eines Themas für eine Abschlussarbeit geht. In einem zweiten Schritt wird aus diesem Materialobjekt ein sogenanntes Formalobjekt, das heißt, dass im vorhandenen Material nach einem größeren Zusammenhang gesucht wird, der über das konkret fassbare Materialobjekt hinausweist, indem es auf ein dahinterliegendes Problem aufmerksam macht. Dieser zweite Schritt ist der schwierigste, und zwar unter anderem deshalb, weil nicht jedes neue Phänomen eine Studie rechtfertigt. Es muss also die Besonderheit des gewählten Gegenstands herausgearbeitet werden, um in Schritt drei die Forschungsfrage formulieren zu können.
Eine passende Forschungsfrage soll es erstens ermöglichen, den konkreten Gegenstand, das Materialobjekt näher zu erkunden, und die Frage soll zweitens anhand des Erkenntnisinteresses in einem allgemeineren Forschungszusammenhang dieses Materialobjekt in seiner Relevanz für ein Forschungsprojekt, also als ein geeignetes Formalobjekt, erkennbar werden lassen. Die Forschungsfrage dient dazu, ein Forschungsproblem zu umreißen; das Problem und die Frage gehören also zusammen.